# Oelfke

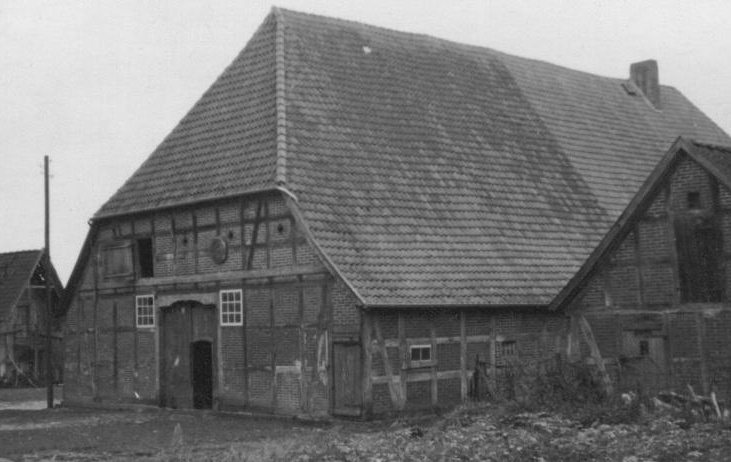
Der Oelfkenhof in Oerbke

Oelfkeⓘ ist ein deutscher Familienname und ein plattdeutscher männlicher Vorname.

## Herkunft und Bedeutung
Der Name Oelfke ist eine niederdeutsche Verkleinerungsform zum Namen Olf. Nach Bahlow ist Olf eine Kurzform zum Namen Odolf, der aus den Namenselementen od „erebter Besitz“ und wolf „Wolf“ zusammengesetzt ist.
Nach Kohlheim und Kohlheim ist Olf eine Variante von Wolf.
Der Hofname „Oelfkenhof“ in Oerbke ist schon nach dem Celler Schatzregister 1438 nachweisbar.

## Namensträger
- Heinz Oelfke (* 1934), deutscher Schriftsteller
- Monika Oelfke (* 1964), deutsche Fußballschiedsrichterin, siehe Monika Fornaçon
- Tami Oelfken (1888–1957), deutsche Schriftstellerin und Reformpädagogin